# Campeonato da Argentina de Ciclismo em Estrada
Os Campeonatos da Argentina de Ciclismo em Estrada são organizados anualmente para determinar o campeão ciclista da Argentina de cada ano, na modalidade. O título é outorgado ao vencedor de uma única prova, na modalidade de Estrada. O vencedor obtêm o direito de usar a maillot com as cores da bandeira da Argentina até ao campeonato do ano seguinte, unicamente quando disputa provas ciclismo em estrada.
Geralmente é disputada durante Outono austral.

## Modalidade de Competência
Só podem participar ciclistas afiliados na Federação Argentina de Ciclismo de Pista e Estrada]] em representação de sua Federação ou Associação (provincial o local) tendo que vestir o maillot da mesma. Por cada Associação podem participar até 6 ciclistas, tendo opção de inscrever 1 corredor mais por cada 30 licênças emitidas durante o ano anterior.

## Historial
| Sede                    | Ano  | Vencedor                                    | Segundo                                     | Terceiro                                    |
| ----------------------- | ---- | ------------------------------------------- | ------------------------------------------- | ------------------------------------------- |
|                         | 1912 | Manuel Fernández                            |                                             |                                             |
|                         | 1913 | Manuel Fernández                            |                                             |                                             |
|                         | 1914 | Manuel Fernández                            |                                             |                                             |
|                         | 1915 | Eugenio Delage                              |                                             |                                             |
|                         | 1916 | José Guzzo                                  |                                             |                                             |
|                         | 1917 | Antonio de Loma                             |                                             |                                             |
|                         | 1918 | Antonio de Loma                             |                                             |                                             |
|                         | 1919 | Antonio de Loma                             |                                             |                                             |
|                         | 1920 | Antonio Secchi                              |                                             |                                             |
|                         | 1921 | José Guzzo                                  |                                             |                                             |
|                         | 1922 | José Zampichiatti                           |                                             |                                             |
|                         | 1923 | José Zampichiatti                           |                                             |                                             |
|                         | 1924 | Antonio de Loma                             |                                             |                                             |
|                         | 1925 | Luis Meyer                                  |                                             |                                             |
|                         | 1926 | Cosme Saavedra                              |                                             |                                             |
|                         | 1927 | Luis Meyer                                  |                                             |                                             |
|                         | 1928 | Francisco Bonvehi                           |                                             |                                             |
|                         | 1939 | Francisco Rodríguez                         |                                             |                                             |
|                         | 1940 | Francisco Rodríguez                         |                                             |                                             |
|                         | 1931 | Cosme Saavedra                              |                                             |                                             |
|                         | 1932 | Fernando Scaglia                            |                                             |                                             |
|                         | 1933 | Cosme Saavedra                              |                                             |                                             |
|                         | 1934 | Alfredo Maturana                            |                                             |                                             |
|                         | 1935 | Mario Mathieu                               |                                             |                                             |
|                         | 1936 | Manuel Abregú                               |                                             |                                             |
|                         | 1937 | Mario Mathieu                               |                                             |                                             |
|                         | 1938 | Mario Mathieu                               |                                             |                                             |
|                         | 1939 | Enrique Molina                              |                                             |                                             |
|                         | 1940 | José Cechet                                 |                                             |                                             |
|                         | 1941 | Antonio Bertola                             |                                             |                                             |
|                         | 1942 | Mario Mathieu                               |                                             |                                             |
|                         | 1943 | Antonio Bertola                             |                                             |                                             |
|                         | 1944 | Julio Alba                                  |                                             |                                             |
|                         | 1945 | Julio Alba                                  |                                             |                                             |
|                         | 1946 | Julio Alba                                  |                                             |                                             |
|                         | 1947 | Julio Alba                                  |                                             |                                             |
|                         | 1948 | Ceferino Peroné                             |                                             |                                             |
|                         | 1949 | Pedro Salas                                 |                                             |                                             |
| Bahía Blanca            | 1950 | Miguel Sevillano                            |                                             |                                             |
|                         | 1951 | Saúl Crispín                                |                                             |                                             |
|                         | 1952 | Pedro Salas                                 |                                             |                                             |
|                         | 1953 | Oscar Pezoa                                 |                                             |                                             |
|                         | 1954 | Alberto Ferreyra                            |                                             |                                             |
|                         | 1955 | Duilio Biganzoli                            |                                             |                                             |
|                         | 1956 | Duilio Biganzoli                            |                                             |                                             |
|                         | 1957 | Héctor Acosta                               |                                             |                                             |
| Córdoba                 | 1958 | Pedro Salas                                 |                                             |                                             |
| La Pampa                | 1959 | Ernesto Contreras                           |                                             |                                             |
|                         | 1960 | Santos Liendo                               |                                             |                                             |
|                         | 1961 | Ricardo Santo Senn                          |                                             |                                             |
|                         | 1962 | José Fernández                              |                                             |                                             |
|                         | 1963 | Duilio Biganzoli                            |                                             |                                             |
|                         | 1964 | Ricardo Santo Senn                          |                                             |                                             |
|                         | 1965 | Ricardo Santo Senn                          |                                             |                                             |
|                         | 1966 | Carlos Álvarez                              |                                             |                                             |
| La Plata                | 1967 | Ismael Morán                                |                                             |                                             |
| Paraná                  | 1968 | Antonio Dalleve                             |                                             |                                             |
| General Roca            | 1969 | Carlos Escudero                             |                                             |                                             |
| La Pampa                | 1970 | Ernesto Antonio Contreras                   |                                             |                                             |
|                         | 1971 | Ernesto Antonio Contreras                   |                                             |                                             |
| Salta                   | 1972 | Raúl Labbate                                |                                             |                                             |
| Mar del Plata           | 1973 | Marcelo Chancay                             |                                             |                                             |
| Catamarca               | 1974 | Moisés Carrizo                              |                                             |                                             |
| Tres Arroyos            | 1975 | Oswaldo Frossasco                           |                                             |                                             |
| Santa Rosa              | 1976 | Osvaldo Benvenutti                          |                                             |                                             |
|                         | 1977 | Oswaldo Frossasco                           |                                             |                                             |
| San Rafael              | 1978 | Moisés Carrizo                              |                                             |                                             |
| San Juan                | 1979 | Oswaldo Frossasco                           |                                             |                                             |
| Bragado                 | 1980 | Oswaldo Frossasco                           |                                             |                                             |
| Santiago del Estero     | 1981 | Pedro Omar Caino                            |                                             |                                             |
| Buenos Aires            | 1982 | Juan C. Haedo                               |                                             |                                             |
| San Juan                | 1983 | Eduardo Trillini                            |                                             |                                             |
| Venado Tuerto           | 1984 | Jorge Galíndez                              |                                             |                                             |
| Paraná                  | 1985 | Gabriel Curuchet                            |                                             |                                             |
| Mendoza                 | 1986 | Pablo Costa                                 |                                             |                                             |
| Santa Rosa              | 1987 | Jorge Sebastía                              |                                             |                                             |
| Mar del Plata           | 1988 | Luis Moyano                                 |                                             |                                             |
| Cordoba                 | 1989 | Alejandro Beldorati                         |                                             |                                             |
| Olavarria               | 1990 | Claudio Iannone                             |                                             |                                             |
| San Juan                | 1991 | Carlos Pérez                                |                                             |                                             |
| San Pedro               | 1992 | Fabio Placánica                             |                                             |                                             |
| San Luis                | 1993 | Ángel Serrano                               |                                             |                                             |
| Córdoba                 | 1994 | Hugo Pratissoli                             |                                             |                                             |
| Chivilcoy               | 1995 | Héctor Palavecino                           |                                             |                                             |
| San Juan                | 1996 | Rubén Pegorín                               |                                             |                                             |
| La Rioja                | 1997 | Jorge Giacinti                              | Matias Medici                               |                                             |
| La Plata                | 1998 | Fabián Tapia                                |                                             |                                             |
| Concepción del Uruguay  | 1999 | Jorge Giacinti                              |                                             |                                             |
| Bahía Blanca            | 2000 | Gabriel Curuchet                            | Adrian Gariboldi                            | Andres Palavecino                           |
| San Luis                | 2001 | Guillermo Brunetta                          | Edgardo Simón                               | Gaston Corsaro                              |
| Santiago del Estero     | 2002 | Luis Moyano                                 | Daniel Capella                              | Juan Alves                                  |
| La Rioja                | 2003 | Javier Gómez                                | Oswaldo Frossasco                           | Juan Aguirre                                |
| San Juan                | 2004 | Ángel Darío Colla                           | Mario Gimenez                               | Pedro Prieto                                |
| Neuquén                 | 2005 | Gustavo Toledo                              | Anibal Borrajo                              | César Sigura                                |
| Entre Ríos              | 2006 | Armando Borrajo                             | César Sigura                                | Gaston Corsaro                              |
| Rosario                 | 2007 | Raul Turano                                 | Alejandro Borrajo                           | Gerardo Fernández                           |
| Córdoba                 | 2008 | Gerardo Fernández                           | Claudio Flores                              | Edgardo Simón                               |
| Mar del Plata           | 2009 | Facundo Bazzi                               | Ricardo Escuela                             | Não declarado                               |
| San Juan                | 2010 | Jorge Pi                                    | Leandro Messineo                            | Pedro González                              |
| Rosario                 | 2011 | Emanuel Saldaño                             | Luciano Antonio Montivero                   | Juan Manuel Aguirre                         |
| San Juan                | 2012 | Juan Pablo Dotti                            | Darío Díaz                                  | Ricardo Escuela                             |
| Juana Koslay            | 2013 | Gabriel Juárez                              | Franco Lopardo                              | Juan Melivilo                               |
| Salta                   | 2014 | Daniel Díaz                                 | Jorge Giacinti                              | Gabriel Juárez                              |
| San Juan                | 2015 | Daniel Omar Juárez                          | Lionel Biondo                               | Maximiliano Navarrete                       |
| Catamarca               | 2016 | Mauro Richeze                               | Adrián Richeze                              | Julian Gaday Orozco                         |
| Jujuy                   | 2017 | Gonzalo Najar                               | Gabriel Richard                             | Juan Javier Melivilo                        |
| La Plata (Buenos Aires) | 2018 | Rubén Ramos                                 | Jorge Giacinti                              | Lucas Gaday                                 |
| Santiago del Estero     | 2019 | Maximiliano Richeze                         | Nicolás Naranjo                             | Héctor Lucero                               |
| Chilecito (La Rioja)    | 2020 | Edição suspendida pela pandemia de COVID-19 | Edição suspendida pela pandemia de COVID-19 | Edição suspendida pela pandemia de COVID-19 |
| Chilecito (La Rioja)    | 2021 | Pablo Brun                                  | Sergio Fredes                               | Nicolás Naranjo                             |
| San Juan                | 2022 | Emiliano Contreras                          | Lucas Gaday                                 | Nicolás Tivani                              |
| Mendoza                 | 2023 | Alejandro Duran Sergio Fredes               | Juan Pablo Dotti                            | Leonardo Cobarrubia                         |
| Alta Gracia (Córdoba)   | 2024 | Daniel Omar Juárez                          | Leandro Velardez                            | Diego Valenzuela                            |
| Recreo (Catamarca)      | 2025 | Leonardo Cobarrubia                         | Nicolás Tivani                              | Omar Salim Azzem                            |